# 岩手県道165号岩崎藤根線
岩手県道165号岩崎藤根線（いわてけんどう165ごう いわさきふじねせん）は、岩手県北上市和賀町岩崎から北上市和賀町藤根に至る、かつて存在した岩手県の一般県道である。本稿では廃止時点での路線状況を記述している。

## 概要

### 路線データ
- 実延長：2,341.6m[1]
- 起点：北上市和賀町岩崎（県道225号交点）
- 終点：北上市和賀町藤根（国道107号・県道13号交点）

## 歴史
- 1976年（昭和51年）10月1日 - 県道に認定される[1]。
- 2016年（平成28年）3月31日 - 廃止[2]され、県道302号の認定と引替えに市道に移管される[3]。

## 地理

### 通過する市町村
- 北上市

### 交差・接続する道路
- 岩手県道225号北上和賀線（北上市和賀町岩崎）
- 岩手県道166号藤根停車場線（北上市和賀町藤根）
- 国道107号・岩手県道13号盛岡和賀線（北上市和賀町藤根）

## 関連記事
- 日本の道路一覧
- 東北地方の道路一覧
- 岩手県の県道一覧